# Rajauri
Rajauri é uma cidade no distrito de Rajauri, no território da união indiana de Jamu e Caxemira.

## Geografia
Rajauri está localizada a 33° 23′ N, 74° 18′ L. Tem uma altitude média de 915 metros (3001 pés).

## Demografia
Segundo o censo de 2001, Rajauri tinha uma população de 20 874 habitantes. Os indivíduos do sexo masculino constituem 58% da população e os do sexo feminino 42%. Rajauri tem uma taxa de literacia de 77%, superior à média nacional de 59,5%: a literacia no sexo masculino é de 83% e no sexo feminino é de 68%. Em Rajauri, 12% da população está abaixo dos 6 anos de idade.